# Conspiración de Acre

Localización del estado federado de Acre en Brasil.

La conspiración de Acre es una teoría de conspiración satírica en la que se afirma que el estado brasileño de Acre no existe o está habitado por dinosaurios. 
El meme ha llegado a ser empleado incluso por la Secretaría de Turismo del Gobierno de Brasil, quien propuso colocar dinosaurios en el cartel de entrada al estado como reclamo turístico. El videógrafo Moisés Santos también utilizó la broma de la presencia de dinosaurios en el estado para vestirse con un disfraz de dinosaurio de 2,20 metros de alto, hecho que tuvo un gran impacto en internet.
Acre es el tercer estado menos poblado de Brasil, solo tras Amapá y Roraima y su localización, en el extremo occidental del país, ha hecho que sea percibido como una región aislada del resto del estado.